# Исаев, Дмитрий Евгеньевич
Дмитрий Евгеньевич Исаев (род. 26 июня 2007, Тольятти, Самарская область) — российский хоккеист, нападающий.

## Биография
Уроженец Тольятти, начинал заниматься хоккеем в пермском «Молоте». С 2020 года — в системе екатеринбургского «Автомобилиста». С сезона 2023/24 игрок команды МХЛ «Авто». 16 ноября 2024 года в домашнем матче против «Адмирала» (1:0) дебютировал в КХЛ. Также провёл одну игру в ВХЛ за «Горняк-УГМК».